# Barão de Ramalde
Barão de Ramalde é um título nobiliárquico criado por D. Pedro IV de Portugal, Regente durante a menoridade de D. Maria II de Portugal, por Decreto de 7 de Dezembro de 1831, em favor de Cristiano Nicolau Kopke, depois 1.º Barão de Vilar.
Titulares
1. Cristiano Nicolau Kopke, 1.º Barão de Ramalde e 1.º Barão de Vilar.